# Luke, Crystal Gazer
Luke, Crystal Gazer é um curta-metragem norte-americano de 1916, do gênero comédia, estrelado por Harold Lloyd.

## Elenco
- Harold Lloyd - Lonesome Luke
- Snub Pollard - (como Harry Pollard)
- Bebe Daniels
- Charles Stevenson - (como Charles E. Stevenson)
- Billy Fay
- Fred C. Newmeyer
- A.H. Frahlich
- Sammy Brooks
- Eva Thatcher - (como Evelyn Thatcher)
- Rose Mendel
- Ben Corday
- Dee Lampton
- C.A. Self
- L.A. Gregor
- Ray Wyatt
- Minna Browne
- Lionel Comport
- Harry Todd
- Bud Jamison
- May Cloy